# زنده یا مرده (فیلم ۱۹۴۸)
مرده یا زنده (فرانسوی: Mort ou vif) یک فیلم فرانسوی ساخته ژان تدسکو است که در سال ۱۹۴۸ منتشر شد. در این فیلم مردی جوان وانمود می‌کند که یک مأمور مشهور است.